# Ruth Hermann
Ruth Elisabeth Hermann, født Trier Mørch (14. juli 1904 på Hindholm Højskole – 29. april 1973) var en dansk kommunist og kvinderetsforkæmper. Ruth Hermann var Danmarks første kvindelige malersvend. Tidligere rektor Hanne Marcussen er hendes datter, mens forfatteren Iselin C. Hermann er hendes barnebarn.
Ruth Trier Mørch var født ind i et kendt højskolemiljø som datter af arkitekt Ejvind Mørch og kunsthåndværker Gudrun Trier og var søster til bl.a. Ibi Trier Mørch. Ruth Trier Mørch blev gift 10. april 1932 med overlæge og modstandsmand Knud Hermann (1906-1977). De indgik i et venstreorienteret miljø, hvor Knud Hermann var knyttet til Mogens Fog og kredsen omkring Kate Fleron. Ruth Hermann var aktivt medlem af Kvindernes Internationale Liga for Fred og Frihed
I 1948 tog en gruppe anført af Agnete Olsen initiativ til at oprette Danmarks Demokratiske Kvindeforbund (DDK), som var en dansk aflægger af Fédération Démocratique Internationales des Femmes (Kvindernes Demokratiske Verdensforbund), der var dannet 1945 af tidligere franske modstandskvinder. Agnete Olsen blev organisationens første formand, og som medarbejdere i bestyrelsen fik hun bl.a. Ellen Hørup, Valfrid Palmgren Munch-Petersen og Inger Merete Nordentoft. DDK's program var en blanding af socialistiske mærkesager, bl.a. modstand mod fascismen, og sociale og kvindesaglige spørgsmål som fx ligeløn, udvidet adgang til abort og bedre forhold for børnefamilier.
I 1952 forlod Agnete Olsen formandsposten på grund af sygdom, og Ruth Hermann blev ny formand. Som formand for Danmarks Demokratiske Kvindeforbund under den kolde krig rejste hun rundt i landet og holdt på sin dybt personlige og engagerede måde foredrag for kvindeforsamlinger om det vitale i at bevare freden altid med udgangspunkt i kvindernes situation.
Ruth Hermann var desuden medstifter af Det Lille Teater i København. Efter teatrets åbning i 1966 var hun bestyrelsesmedlem og senere formand og var meget involveret i tilrettelæggelsen af teatrets linje.
I 1964 medvirkede hun i filmen Paradis retur.